# Анна Муха
Анна Муха (пол. Anna Maria Mucha нар. 26 квітня 1980 року, Варшава, ПНР) — польська акторка.

## Вибіркова фільмографія
- Корчак (1990)
- Жіноча справа (1992)
- Список Шиндлера (1993)
- Щур (1994)
- Хлопці не плачуть (2000)
- Життя як смертельна хвороба, що передається статевим шляхом (2000)